# Saint-Léonard-des-Bois
Saint-Léonard-des-Bois ist eine französische Gemeinde mit 474 Einwohnern (Stand 1. Januar 2022) im Département Sarthe in der Region Pays de la Loire zwischen Paris und Rennes. Sie gehört zum Arrondissement Mamers und zum Kanton Sillé-le-Guillaume. Die Bewohner nennen sich Saint Léonardais und Saint Léonardaises.

## Geographie

### Lage
Saint-Léonard-des-Bois liegt an der Sarthe im Nordwesten des Départements Sarthe, im Norden und Westen grenzt es an das Département Mayenne und im Nordosten ein kleines Stück an das Département Orne. Der Ortskern liegt in einem kleinen Tal, das von Bergen und Wäldern eingeschlossen ist. Sie gehört zum Regionalen Naturpark Normandie-Maine.

### Nachbargemeinden
|         | Saint-Pierre-des-Nids                       | Saint-Céneri-le-Gérei            |
| Gesvres | Kompassrose, die auf Nachbargemeinden zeigt | Moulins-le-Carbonnel             |
|         | Saint-Paul-le-Gaultier                      | Assé-le-Boisne, Sougé-le-Ganelon |

## Einwohnerentwicklung
Saint-Léonard hatte 1731 1500 Einwohner, bis 1821 ist die Bevölkerungszahl auf 1808 Einwohner gestiegen. Danach ist die Bevölkerungszahl wieder gesunken, bis sie 1990 einen Tiefststand von 497 Einwohnern erreicht hatte. Bis 2011 ist die Bevölkerungszahl wieder leicht auf 541 Einwohner gestiegen.
| Jahr      | 1962 | 1968 | 1975 | 1982 | 1990 | 1999 | 2006 | 2018 |
| --------- | ---- | ---- | ---- | ---- | ---- | ---- | ---- | ---- |
| Einwohner | 722  | 639  | 568  | 512  | 497  | 503  | 532  | 471  |

## Bevölkerung
30 % der Einwohner sind über 60 Jahre alt, 31,5 % sind unter 30 Jahre alt. Die größte Gruppe bei Männern und Frauen sind die 30- bis 44-Jährigen.

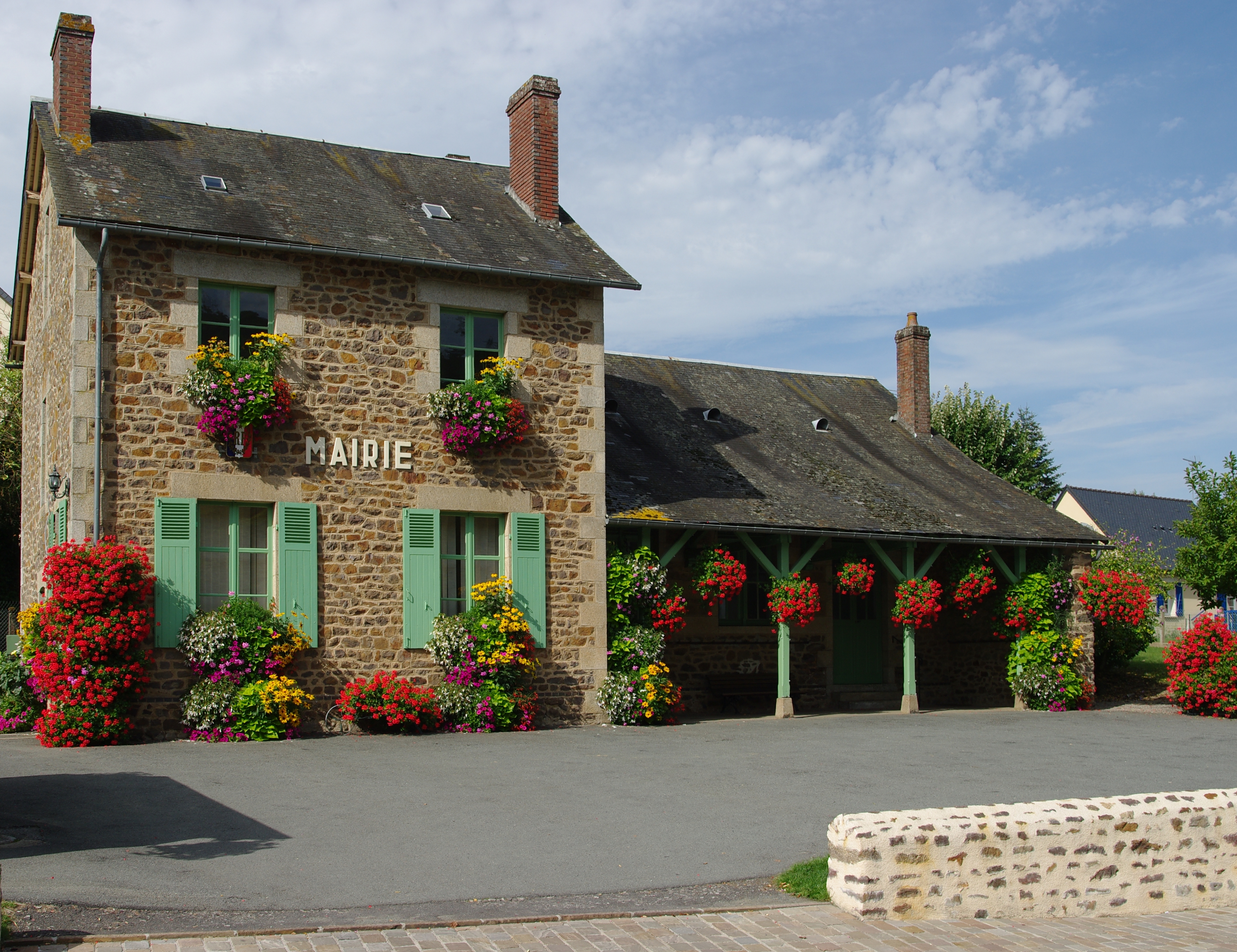
Rathaus von Saint-Léonard

| Männer | Alterstufe    | Frauen |
| ------ | ------------- | ------ |
| 16,3   | 0–14 Jahre    | 15,7   |
| 18,1   | 15–29 Jahre   | 12,7   |
| 21,5   | 30–44 Jahre   | 23,6   |
| 18,9   | 45–59 Jahre   | 16,1   |
| 15,6   | 60–74 Jahre   | 16,1   |
| 9,3    | 75–89 Jahre   | 14,6   |
| 0,4    | über 90 Jahre | 1,1    |

## Kultur und Sehenswürdigkeiten

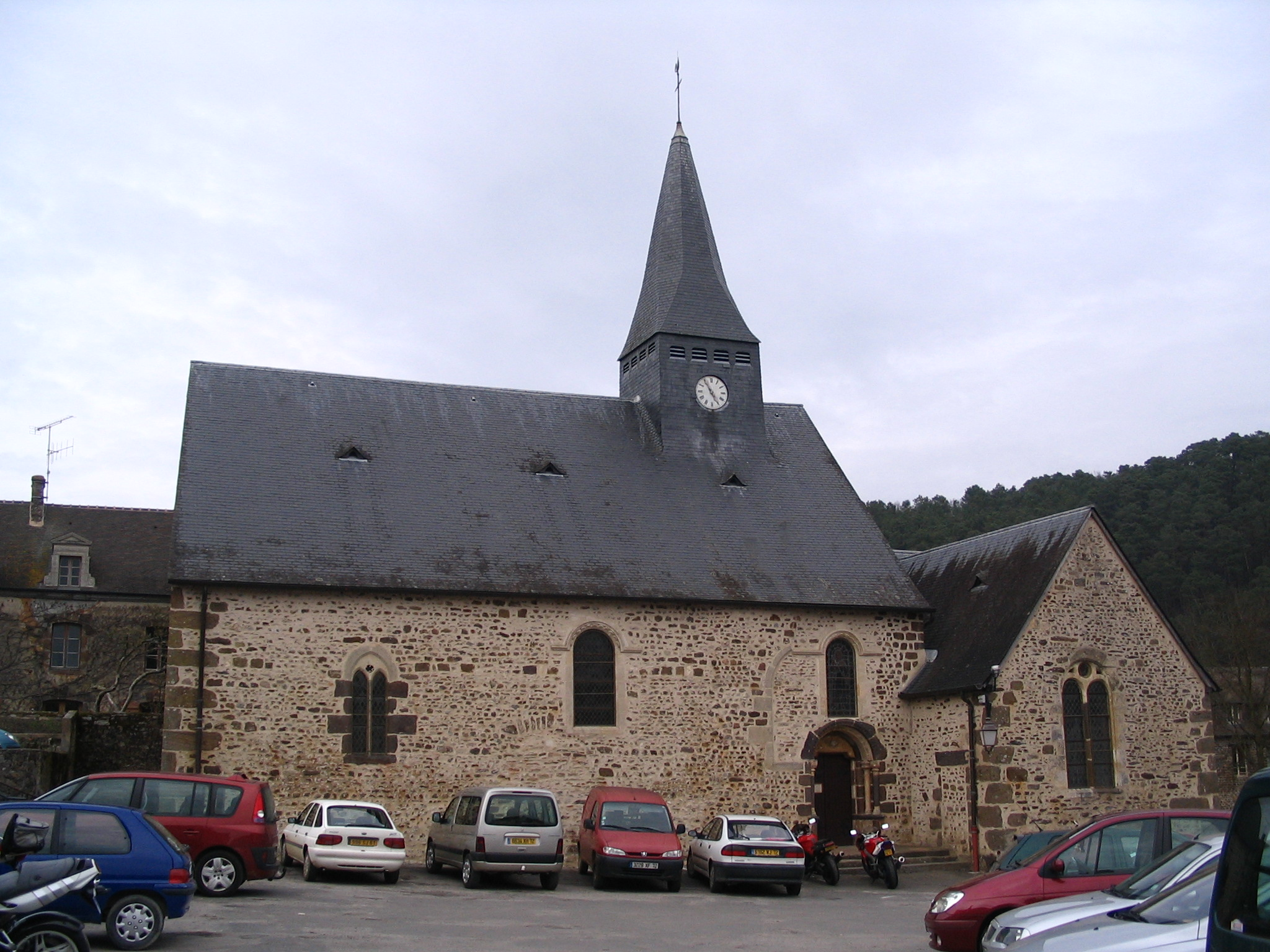
Kirche von Saint-Léonard

### Bauwerke
- Kirche von Saint-Léonard-des-Bois aus dem 12. Jahrhundert
- Herrenhaus von Linthe, seit 1984 Monument historique

### Sport
- Tennisplatz
- Kanuverleih

## Wirtschaft und Infrastruktur

### Unternehmen
In Saint-Léonard gibt es viele kleine Unternehmen, wie Handwerker, Bäcker oder Restaurants. Größere Geschäfte sind im nahe gelegenen Fresnay-sur-Sarthe zu finden. Der Campingplatz, Wanderwege und ein Tierpark zeichnen Saint-Léonard in der Region aus.